# Municipio de Greenfield (condado de Poinsett)
El municipio de Greenfield (en inglés: Greenfield Township) es un municipio ubicado en el condado de Poinsett en el estado estadounidense de Arkansas. En el año 2010 tenía una población de 1180 habitantes y una densidad poblacional de 6,53 personas por km².

## Geografía
El municipio de Greenfield se encuentra ubicado en las coordenadas 35°39′25″N 90°43′8″O / 35.65694, -90.71889. Según la Oficina del Censo de los Estados Unidos, el municipio tiene una superficie total de 180.84 km², de la cual 180.4 km² corresponden a tierra firme y (0.24%) 0.44 km² es agua.

## Demografía
Según el censo de 2010, había 1180 personas residiendo en el municipio de Greenfield. La densidad de población era de 6,53 hab./km². De los 1180 habitantes, el municipio de Greenfield estaba compuesto por el 97.97% blancos, el 0.17% eran afroamericanos, el 0.42% eran amerindios, el 0.34% eran asiáticos, el 0.17% eran isleños del Pacífico, el 0.42% eran de otras razas y el 0.51% pertenecían a dos o más razas. Del total de la población el 0.85% eran hispanos o latinos de cualquier raza.